# 穆氏爐眼魚
穆氏爐眼魚（学名：Ipnops meadi）為輻鰭魚綱仙女魚目青眼魚亞目爐眼魚科的一種，分布於西印度洋肯亞外海海域，屬深海底棲性魚類，深度3310-4960公尺，棲息在底層水域，生活習性不明。